# Epiprineae
Epiprineae es una tribu de plantas con flores perteneciente a la familia Euphorbiaceae. Comprende 2 subtribus y 9 géneros.
Subtribu Epiprininae
Adenochlaena
Cephalocroton
Cephalocrotonopsis
Cladogynos
Cleidiocarpon
Epiprinus
Koilodepas
Symphyllia
Subtribu Cephalomappinae
Cephalomappa